# Conjunto de Mandelbrot

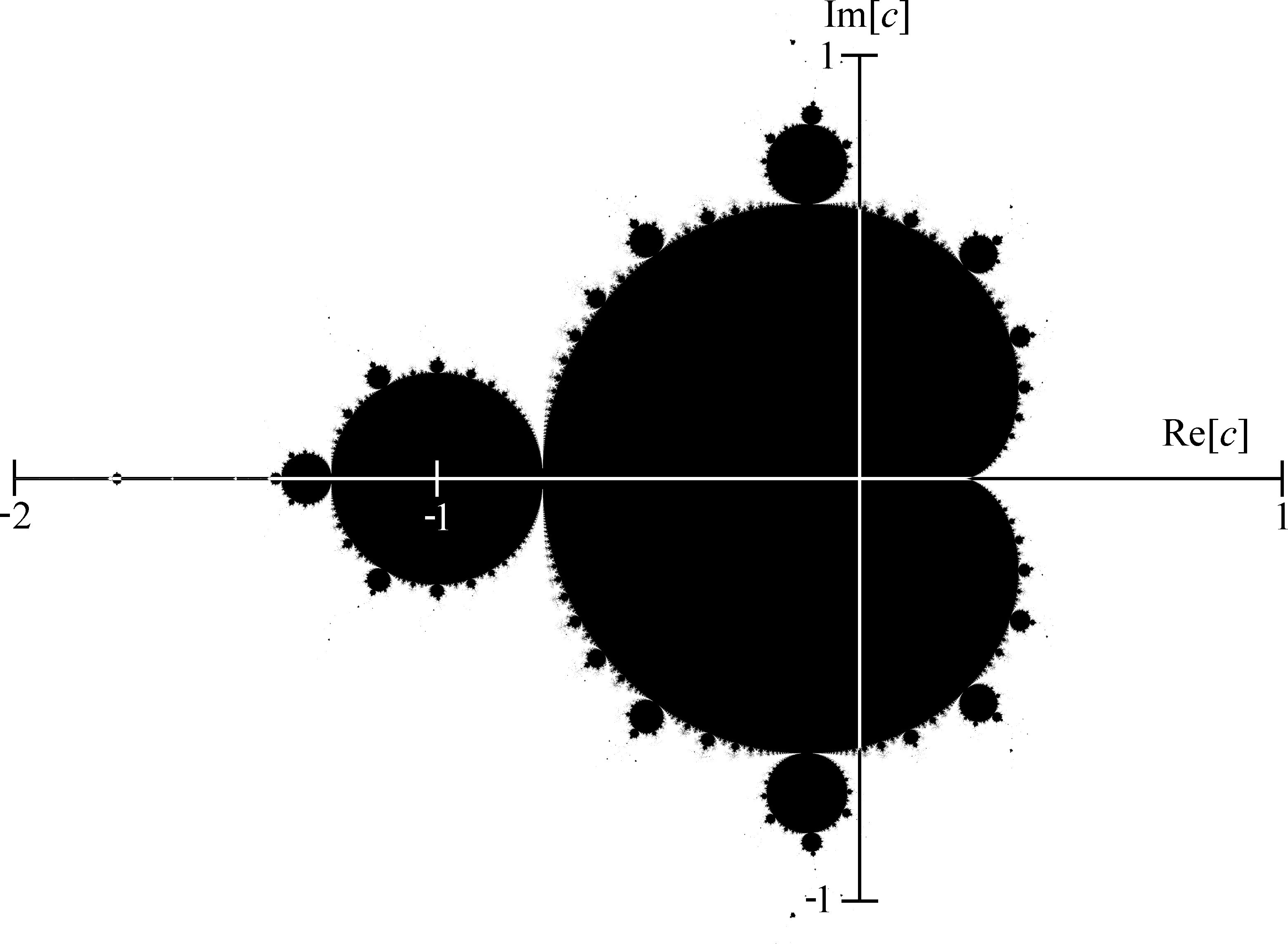
Representación matemática del conjunto de Mandelbrot como subconjunto del plano complejo. Los puntos del conjunto se muestran en negro. Obsérvese cómo –1 pertenece al conjunto, mientras que 1 no.

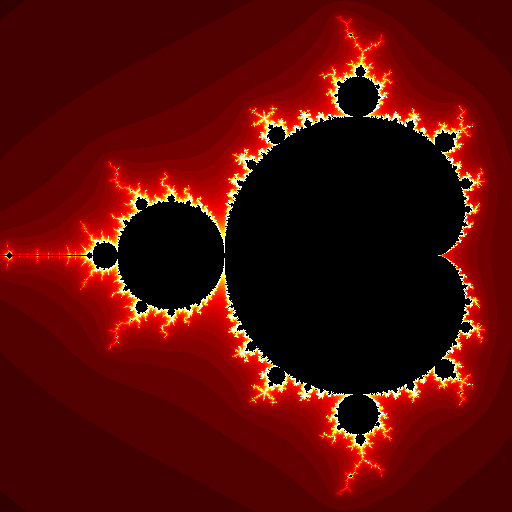
Representación del conjunto de Mandelbrot mediante el algoritmo de tiempo de escape

El conjunto de Mandelbrot es el más estudiado de los fractales. Se conoce así en honor al matemático Benoît Mandelbrot (1924-2010), que investigó sobre él en los años setenta.
Este conjunto se define en el plano complejo fijando un número complejo c cualquiera. A partir de c, se construye una sucesión por recursión:
Si esta sucesión queda acotada, entonces se dice que c pertenece al conjunto de Mandelbrot, y si no, queda excluido.
Por ejemplo, si c = 1 obtenemos la sucesión 0, 1, 2, 5, 26, …, que diverge. Como no está acotada, 1 no es un elemento del conjunto de Mandelbrot.
En cambio, si c = –1 obtenemos la sucesión 0, –1, 0, –1, …, que sí es acotada y, por tanto, –1 sí pertenece al conjunto de Mandelbrot.
A menudo se representa el conjunto mediante el algoritmo de tiempo de escape. En ese caso, los colores de los puntos que no pertenecen al conjunto indican la velocidad con la que diverge (tiende al infinito, en módulo) la sucesión correspondiente a dicho punto. En la imagen de ejemplo, observamos que el rojo oscuro indica que al cabo de pocos cálculos se sabe que el punto no está en el conjunto mientras que el blanco informa de que se ha tardado mucho más en comprobarlo. Como no se puede calcular un sinfín de valores, es preciso poner un límite y decidir que si los p primeros términos de la sucesión están acotados entonces se considera que el punto pertenece al conjunto. Al aumentar el valor de p se mejora la precisión de la imagen.
Por otra parte, se sabe que los puntos cuya distancia al origen es superior a 2, es decir,
{\displaystyle x^{2}+y^{2}>4} no pertenecen al conjunto. Por lo tanto basta encontrar un solo término de la sucesión que verifique {\displaystyle |z_{n}|>2} para estar seguro de que c no está en el conjunto.

## Historia

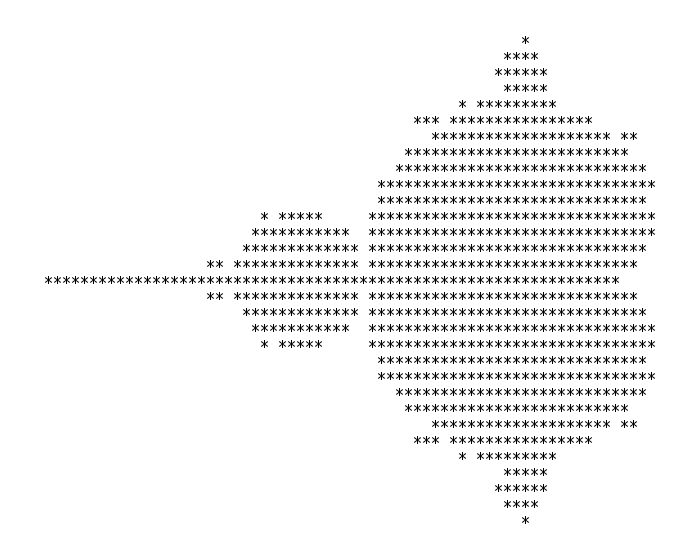
La primera imagen publicada del conjunto de Mandelbrot, por Robert W. Brooks y Peter Matelski en 1978

La teoría básica sobre la iteración de funciones complejas fue desarrollada por Gaston Julia y Pierre Fatou en los años 1910. La forma extraordinariamente intrincada de conjuntos relacionados con estas iteraciones se reveló en el momento en que los gráficos por ordenador fueron lo suficientemente avanzados. Las primeras imágenes del conjunto, algo burdas, de Robert Brooks y Peter Matelski, datan de 1978.
Benoit Mandelbrot estudió el espacio de parámetros de polinomios cuadráticos en un artículo aparecido en 1980 y despertó interés global.
El estudio matemático riguroso de este conjunto realmente comenzó con el trabajo de los matemáticos Adrien Douady y John H. Hubbard, quienes demostraron muchas de sus propiedades fundamentales y nombraron el conjunto en honor de Mandelbrot. Entre otras propiedades, probaron que es un conjunto conexo y formularon la conjetura MLC, que formula la creencia de que el conjunto de Mandelbrot es localmente conexo.
El trabajo de Douady y Hubbard coincidió con un enorme aumento del interés por la dinámica compleja y las matemáticas abstractas, y el estudio del conjunto de Mandelbrot ha sido una pieza central de este campo desde entonces. Una lista exhaustiva de todos los que han contribuido a la comprensión de este conjunto desde entonces es larga pero incluiría a Jean-Christophe Yoccoz, Mitsuhiro Shishikura, Curtis T. McMullen, John Milnor y Mikhail Lyubich.

## Definición formal
El conjunto de Mandelbrot es el conjunto de valores de c en el plano complejo para los que la órbita del punto crítico {\textstyle z=0} bajo iteración del mapa cuadrático
{\displaystyle z_{n+1}=z_{n}^{2}+c}
permanece acotada. Así, un número complejo c es miembro del conjunto de Mandelbrot si, al comenzar con {\displaystyle z_{0}=0} y aplicar la iteración repetidamente, el valor absoluto de {\displaystyle z_{n}} permanece acotado para todo {\displaystyle n>0}.
Por ejemplo, para c = 1, la  secuencia es 0, 1, 2, 5, 26, ..., que tiende a infinito, por lo que 1 no es un elemento del conjunto de Mandelbrot. En cambio, para {\displaystyle c=-1}, la sucesión es 0, -1, 0, -1, 0, ..., que está acotada, por lo que -1 sí pertenece al conjunto.
El conjunto de Mandelbrot también puede definirse como el lugar de conectividad de la familia de polinomios cuadráticos {\displaystyle f(z)=z^{2}+c}, el subconjunto del espacio de parámetros {\displaystyle c} para el que el conjunto de Julia del polinomio correspondiente forma un conjunto conexo. Del mismo modo, la frontera del conjunto de Mandelbrot puede definirse como el lugar de bifurcación de esta familia cuadrática, el subconjunto de parámetros cerca del cual el comportamiento dinámico del polinomio (cuando es iterada repetidamente) cambia drásticamente.

## Propiedades básicas
El conjunto de Mandelbrot es un conjunto compacto, ya que es cerrado y está contenido en el disco cerrado de radio 2 alrededor del origen. Más concretamente, un punto {\displaystyle c} pertenece al conjunto de Mandelbrot si y sólo si {\displaystyle |z_{n}|\leq 2} para todo {\displaystyle n\geq 0}. En otras palabras, el valor absoluto de {\displaystyle z_{n}} debe permanecer igual o por debajo de 2 para que {\displaystyle c} esté en el conjunto de Mandelbrot, {\displaystyle M}, y si ese valor absoluto supera 2, la sucesión escapará al infinito. Como {\displaystyle c=z_{1}}, se deduce que {\displaystyle |c|\leq 2}, estableciendo que {\displaystyle c} siempre estará en el disco cerrado de radio 2 alrededor del origen.

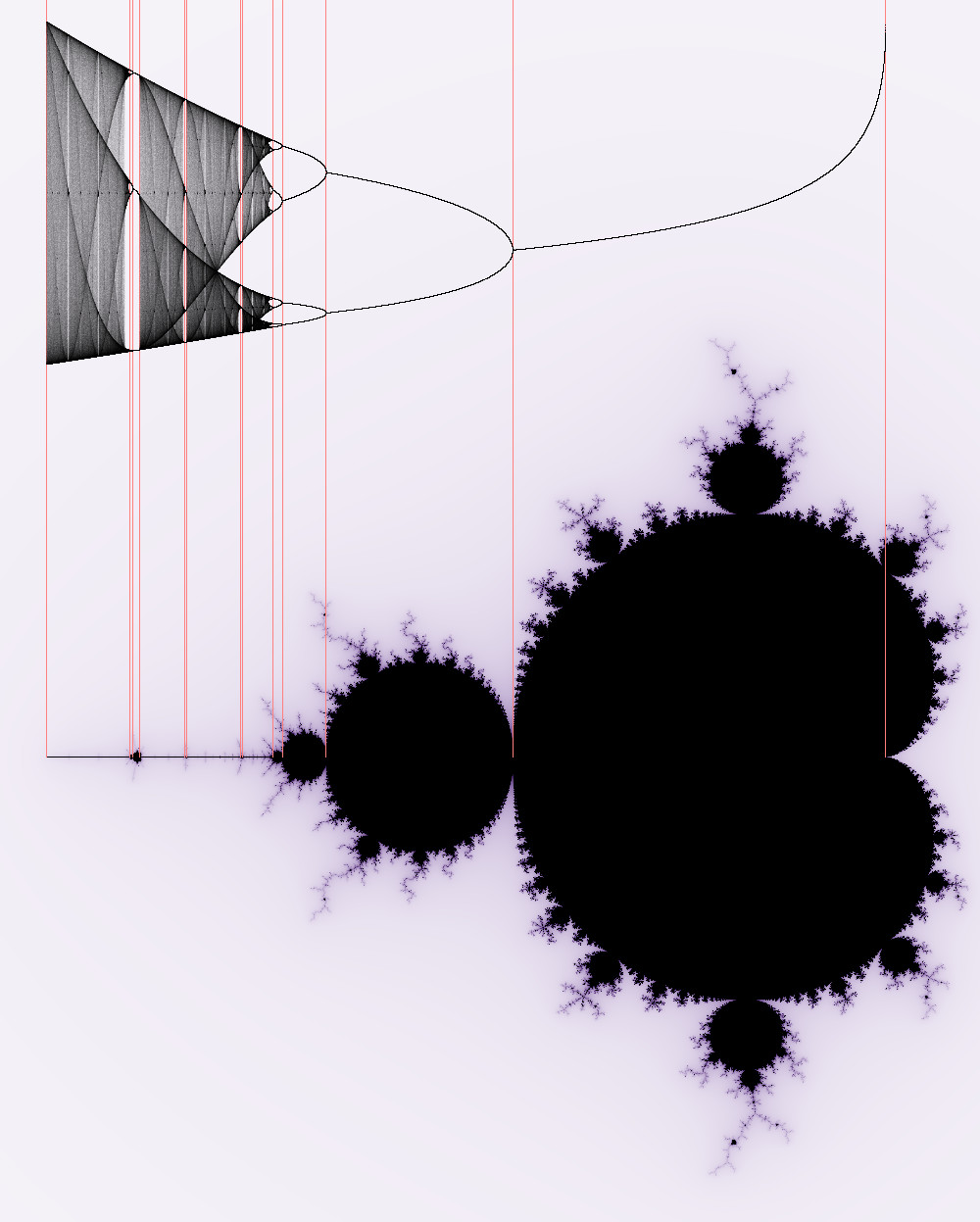
Correspondencia entre el conjunto de Mandelbrot y el diagrama de bifurcación del mapa logístico

Con iterados trazados en el eje vertical, se puede ver que el conjunto de Mandelbrot bifurca donde el conjunto es finito

.
La intersección de {\displaystyle M} con el eje real es precisamente el intervalo {\displaystyle [-2,{\frac {1}{4}}]}. Los parámetros a lo largo de este intervalo se pueden poner en correspondencia uno a uno con los del familia logística real,
{\displaystyle x_{n+1}=rx_{n}(1-x_{n}),\quad r\in [1,4].}
la correspondencia viene dada por 
{\displaystyle z=r\left({\frac {1}{2}}-x\right),\quad c={\frac {r}{2}}\left(1-{\frac {r}{2}}\right).}

De hecho, esto da una correspondencia entre todo el espacio de parámetros de la familia logística y el del conjunto de Mandelbrot.[cita requerida]
Douady y Hubbard han demostrado que el conjunto de Mandelbrot es conectado. De hecho, construyeron un isomorfismo conformacional explícito entre el complemento del conjunto de Mandelbrot y el complemento del  disco unitario cerrado. Mandelbrot había conjeturado originalmente que el conjunto de Mandelbrot es desconectado. Esta conjetura se basaba en imágenes de ordenador generadas por programas incapaces de detectar los delgados filamentos que conectan las distintas partes de {\displaystyle M}. Tras nuevos experimentos, revisó su conjetura, decidiendo que {\displaystyle M} debería estar conectado. También existe una prueba topológica de la conectividad que fue descubierta en 2001 por Jeremy Kahn.

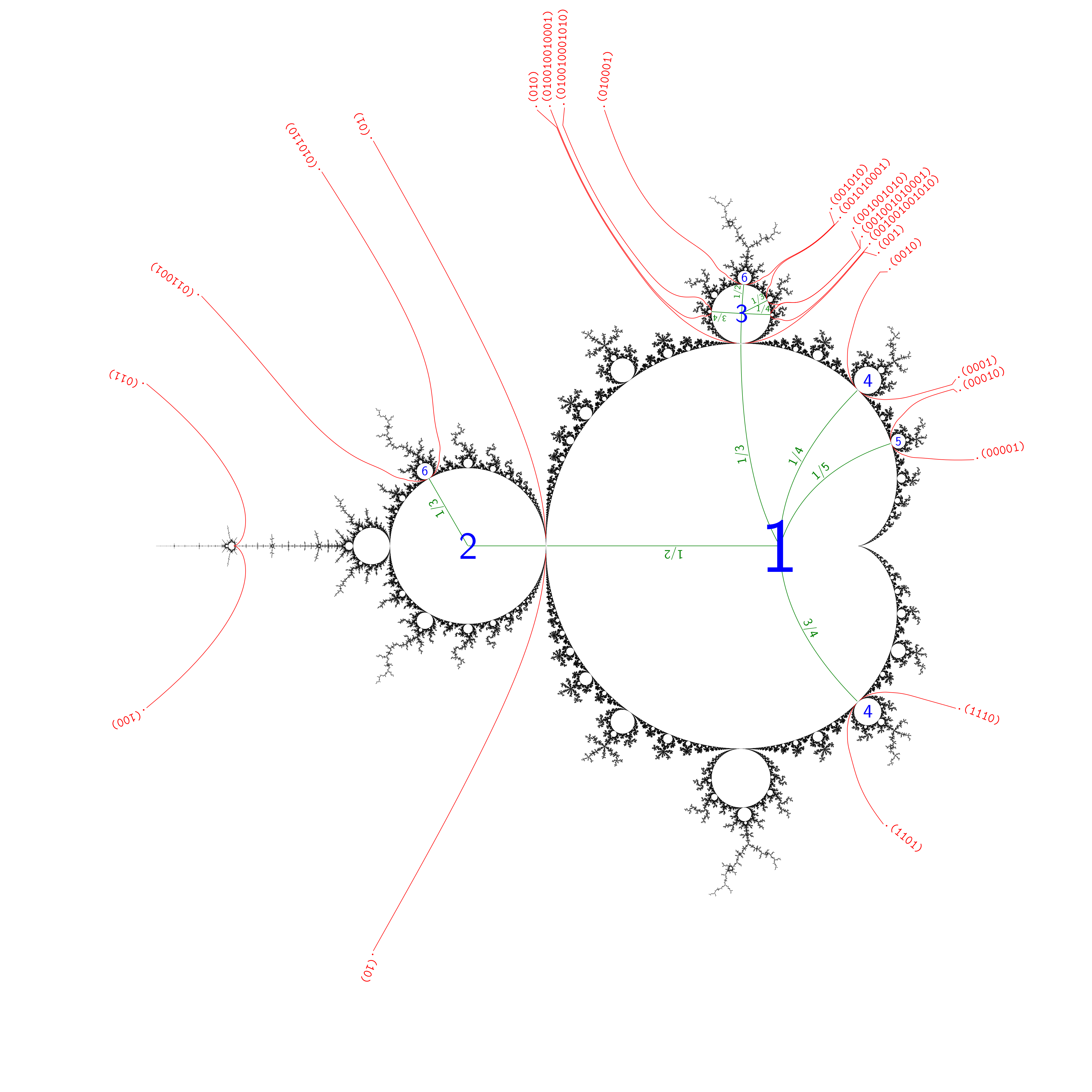
Rayos externos de estelas cerca del continente de periodo 1 en el conjunto de Mandelbrot

La fórmula dinámica para la uniformización del complemento del conjunto de Mandelbrot, que surge de la demostración de Douady y Hubbard de la conectividad de {\displaystyle M}, da lugar a rayos externos del conjunto de Mandelbrot. Estos rayos pueden utilizarse para estudiar el conjunto de Mandelbrot en términos combinatorios y constituyen la columna vertebral del Parapuzzle de Yoccoz.
Como se ha mencionado anteriormente en el artículo, la frontera del conjunto de Mandelbrot es el lugar de bifurcación de la familia de polinomios cuadráticos. En otras palabras, el límite del conjunto de Mandelbrot es el conjunto de todos los parámetros {\displaystyle c} para los cuales la dinámica del mapa cuadrático {\displaystyle z_{n}=z_{n-1}^{2}+c} exhibe una dependencia sensible de {\displaystyle c,} es decir, cambia bruscamente bajo cambios arbitrariamente pequeños de {\displaystyle c.} Puede construirse como el conjunto límite de una secuencia de curvas algebraicas planas, las curvas de Mandelbrot, del tipo general conocido como lemniscatas polinómicas. Las curvas de Mandelbrot se definen estableciendo {\displaystyle p_{0}=z,\ p_{n+1}=p_{n}^{2}+z}, y luego interpretando el conjunto de puntos {\displaystyle |p_{n}(z)|=2} en el plano complejo como una curva en el plano cartesiano real de grado {\displaystyle 2^{n+1}} en x e y. Cada curva {\displaystyle n>0} es el mapeo de un círculo inicial de radio 2 bajo {\displaystyle p_{n}}.  Estas curvas algebraicas aparecen en imágenes del conjunto de Mandelbrot calculadas mediante el "algoritmo del tiempo de escape" que se menciona más adelante.

## Otras propiedades

### Bombillascardioidesprincipales y de época

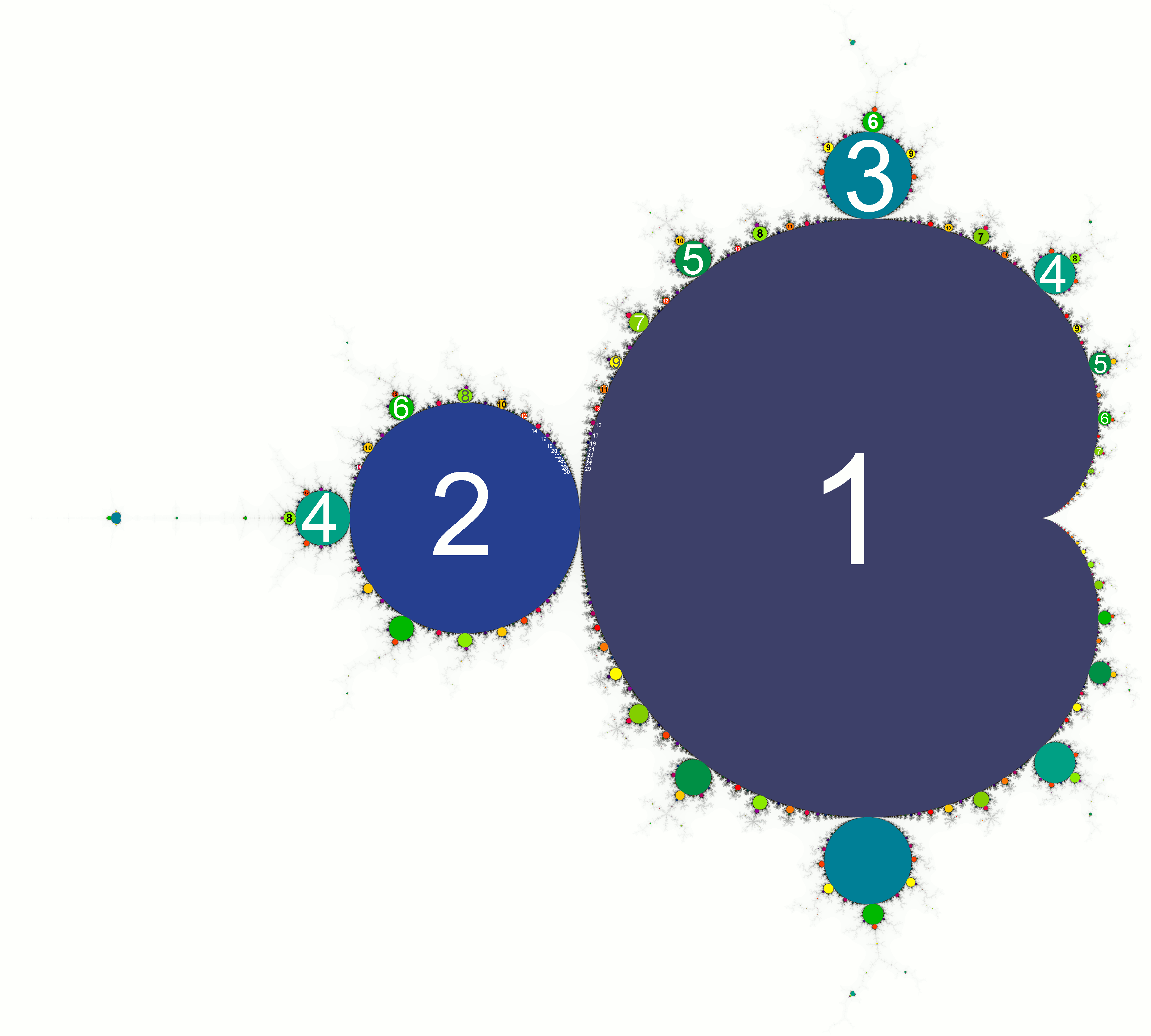
Periodos de las componentes hiperbólicas

Al mirar una imagen del conjunto de Mandelbrot, uno nota inmediatamente la gran región cardioide en el centro. Esta cardioide principal es la región de parámetros {\displaystyle c} para la cual el mapa
{\displaystyle f_{c}(z)=z^{2}+c}
tiene un punto fijo de atracción. Consiste en todos los parámetros de la forma
{\displaystyle c(\mu ):={\frac {\mu }{2}}\left(1-{\frac {\mu }{2}}\right)}
para algún {\displaystyle \mu } en el  disco unitario abierto.
A la izquierda del cardioide principal, unido a él en el punto {\displaystyle c=-3/4}, es visible un bulbo circular llamado bulbo de período-2. La razón del nombre es que el bulbo consiste precisamente en aquellos parámetros {\displaystyle c} para los que {\displaystyle f_{c}} tiene un ciclo atractor de período 2. De hecho es el círculo relleno de radio 1/4 centrado en -1.
De forma más general, para cada entero positivo {\displaystyle q>2}, existen {\displaystyle \phi (q)} bulbos circulares tangentes a la cardioide principal llamados bulbos de período-q (donde {\displaystyle \phi } denota la función phi de Euler), que consisten en parámetros {\displaystyle c} para los que {\displaystyle f_{c}} tiene un ciclo de atracción de período {\displaystyle q}. Más concretamente, para cada raíz primitiva {\displaystyle q} de la unidad {\displaystyle r=e^{2\pi i{\frac {p}{q}}}} (donde {\displaystyle 0<{\frac {p}{q}}<1}), existe un bulbo de período-q llamado bulbo {\displaystyle {\frac {p}{q}}}, que es tangente a la cardioide principal en el parámetro
{\displaystyle c_{\frac {p}{q}}:=c(r)={\frac {r}{2}}\left(1-{\frac {r}{2}}\right),}

Ciclo de atracción en 2/5-bulbo trazado sobre un conjunto de Julia (animación)

y que contiene parámetros con {\displaystyle q}-ciclos que tienen número de rotación combinatoria {\displaystyle {\frac {p}{q}}}. Más concretamente, las {\displaystyle q} componentes periódicas Componentes de Fatou que contienen el ciclo de atracción se tocan todas en un punto común (comúnmente llamado el punto fijo {\displaystyle \alpha }). Si etiquetamos estas componentes {\displaystyle U_{0},\dots ,U_{q-1}} con orientación antihoraria, entonces {\displaystyle f_{c}} mapea la componente {\displaystyle U_{j}} a la componente {\displaystyle U_{j+p\,(\operatorname {mod} q)}}.

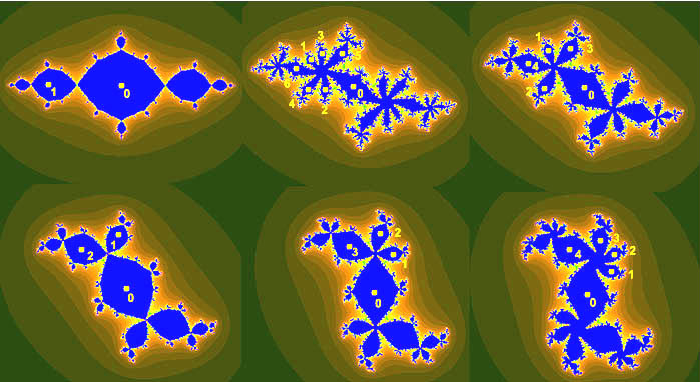
Ciclos de atracción y conjuntos de Julia para 1/2, 3/7, 2/5, 1/3, 1/4 y 1/5-bulbos

El cambio de comportamiento que se produce en {\displaystyle c_{\frac {p}{q}}} se conoce como bifurcación: el punto fijo de atracción "colisiona" con un ciclo período-q de repulsión. Al pasar por el parámetro de bifurcación en el {\displaystyle {\tfrac {p}{q}}}-bulbo, el punto fijo de atracción se convierte en un punto fijo de repulsión (el {\displaystyle {\tfrac {p}{q}}}-punto fijo), y el ciclo período-q se convierte en atracción.

## Invariabilidad en diversas escalas
Una propiedad fundamental de los fractales es la invariabilidad total o parcial de ciertas características con relación a diversas escalas, en particular, al ampliar ciertas partes de la imagen de un fractal, reaparece una imagen similar a la inicial y así sucesivamente. A continuación se muestran las ampliaciones de la imagen principal:

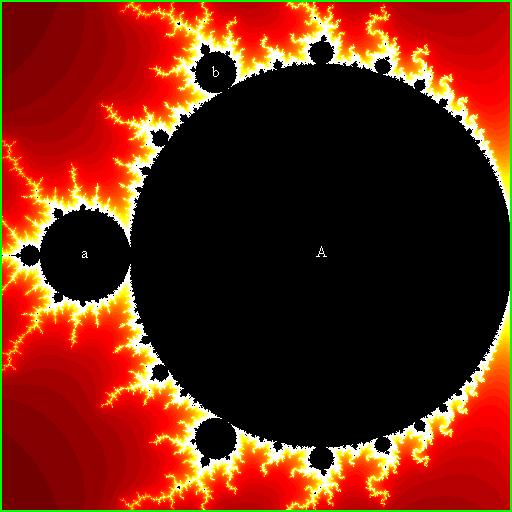
Recuadro verde
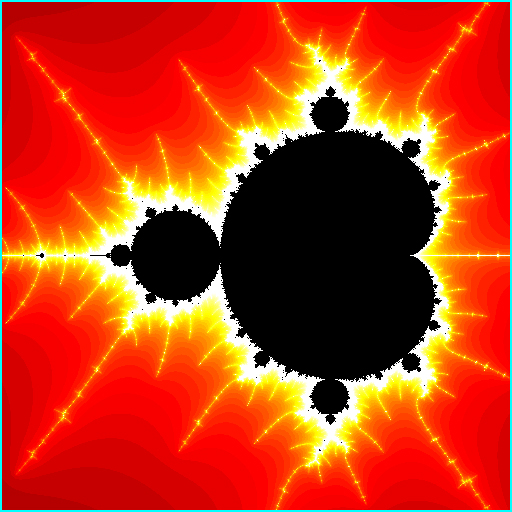
Minirecuadro gris
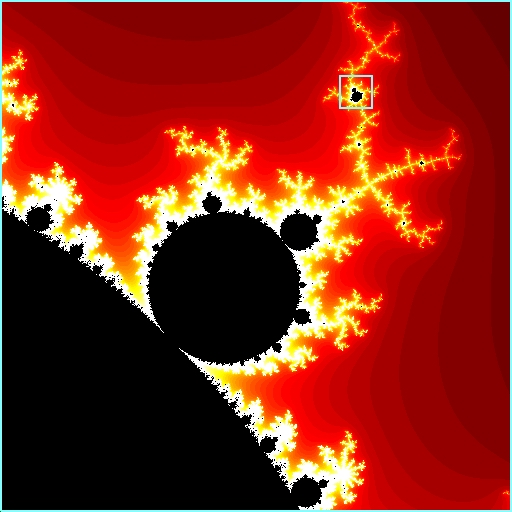
Recuadro blanco

Al agrandar el recuadro verde, se aprecia:
- Se observa una bola negra con un contorno muy similar a la imagen inicial.

- La siguiente bola negra ampliable del recuadro verde es más similar a la mayor que a la imagen inicial.

Al agrandar el recuadro gris situado en el extremo izquierdo de la imagen inicial, se tiene que su parecido a la imagen inicial es obvio. El proceso se puede repetir un sinfín de veces eligiendo bien la imagen a ampliar.
Al agrandar el recuadro violeta de la imagen principal, se tiene que la imagen aparece una mancha arriba a la izquierda que tiene aparentemente la misma forma que la imagen inicial.

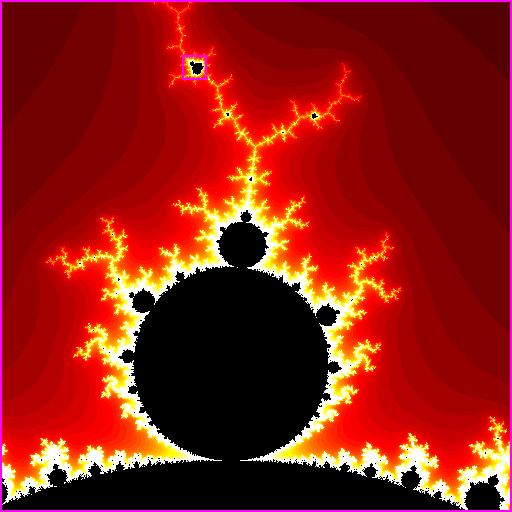
Recuadro violeta
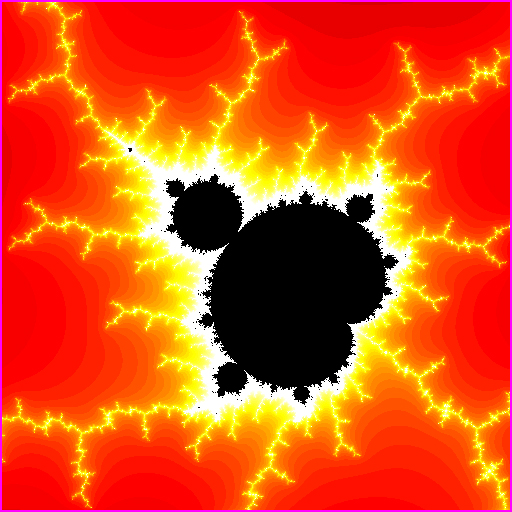
Detalle del recuadro violeta
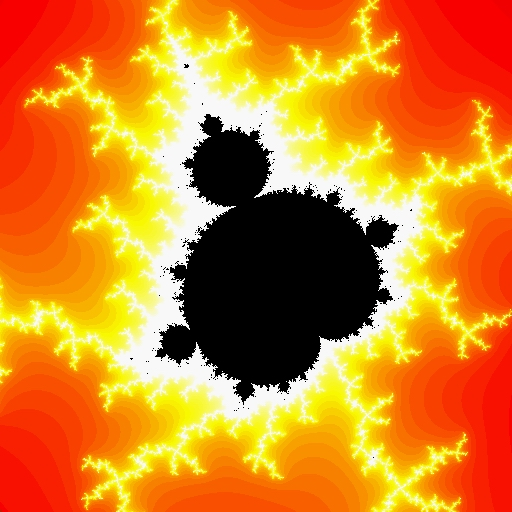
Detalle

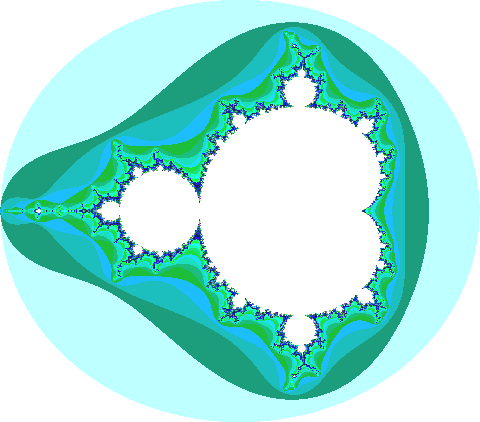
Otra representación del conjunto de Mandelbrot

Ahora, agrandemos el cuadro azul claro de la derecha del plano (imagen de la derecha):
Acerquémonos al cuadro blanco de la última imagen (a la izquierda):
Aquí se nota una ligera deformación de la figura inicial. Sin embargo, esta imagen sigue siendo isomorfa a la inicial. Y claro, alrededor de cada clon de la forma inicial existen otros clones minúsculos, en las mismas posiciones relativas que en la figura global. El proceso no tiene fin.
Otra representación
En esta imagen, el conjunto es, naturalmente, el mismo, pero las líneas de nivel (que separan los colores, fuera del conjunto) no son idénticas. Esto se debe a que no se ha empleado el mismo criterio de divergencia, en esta imagen es realmente {\displaystyle |z_{n}|>2}, mientras que en las anteriores era {\displaystyle |z_{n}|>10}, por razones estéticas, ya que así se obtiene una imagen inicial menos oscura.

## Relación con los conjuntos de Gaston Julia
Existe otra manera de definir este conjunto: es el conjunto de los complejos c para los que el conjunto de Julia asociado a {\displaystyle f_{c}(z)=z^{2}+c} es conexo.

## Imágenes calculadas con ordenador digital
Hasta que no aparecieron los primeros ordenadores digitales no se pudo visualizar este fractal con toda su complejidad.
En la serie que se detalla debajo podemos ver cómo va mejorando la definición del fractal, a medida que incrementamos el número de iteraciones. Los puntos que convergen a un valor determinado aparecen de color amarillo pálido, y pertenecen propiamente al conjunto de Mandelbrot. Los puntos que presentan divergencia al infinito se han coloreado con una gama cromática que va desde el gris al negro, en función del número de iteraciones necesarias (algoritmo de la velocidad de escape). Cuantas menos iteraciones son necesarias para divergir al infinito, se aplica un color más oscuro.

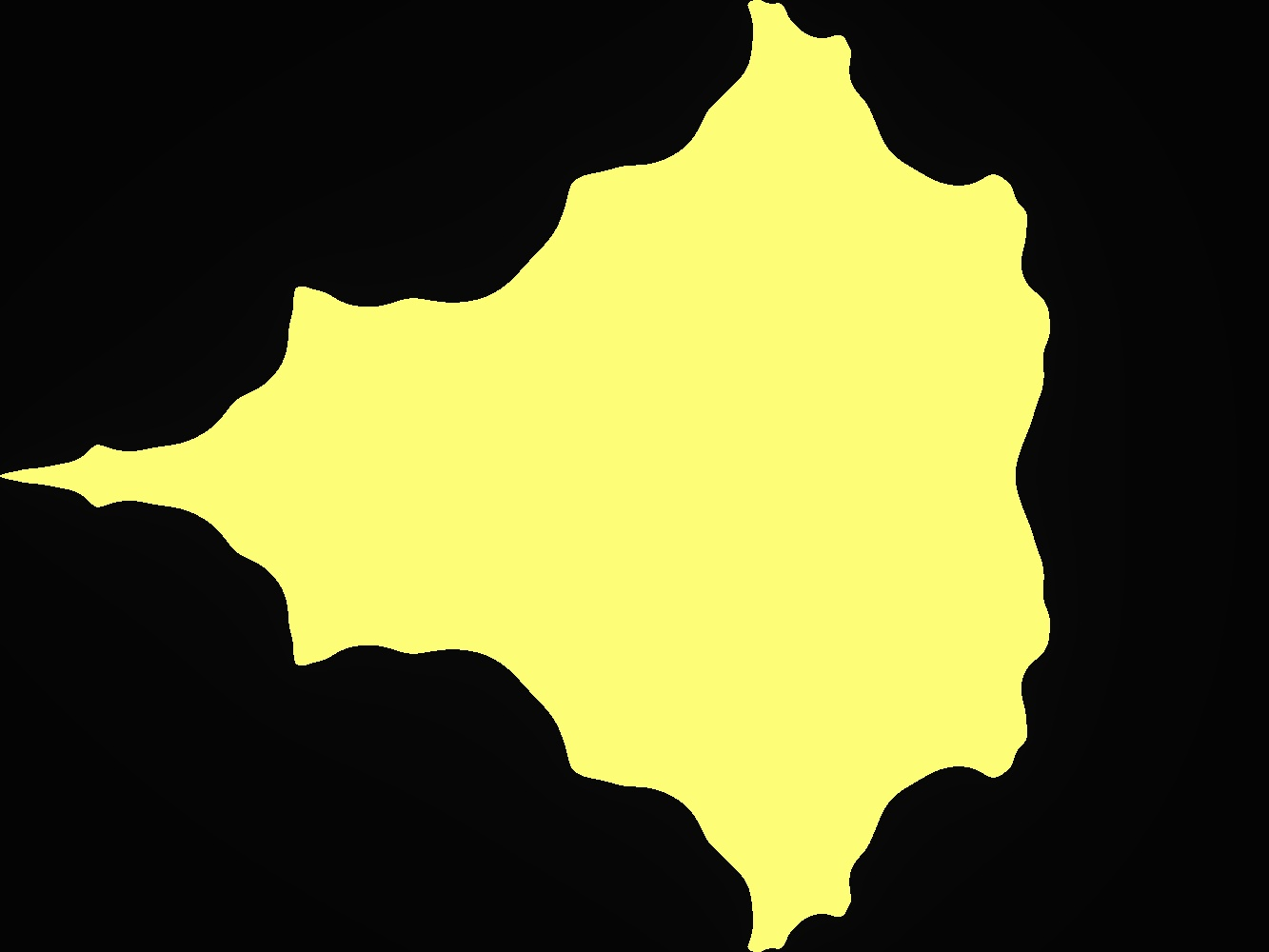
10 iteraciones por píxel
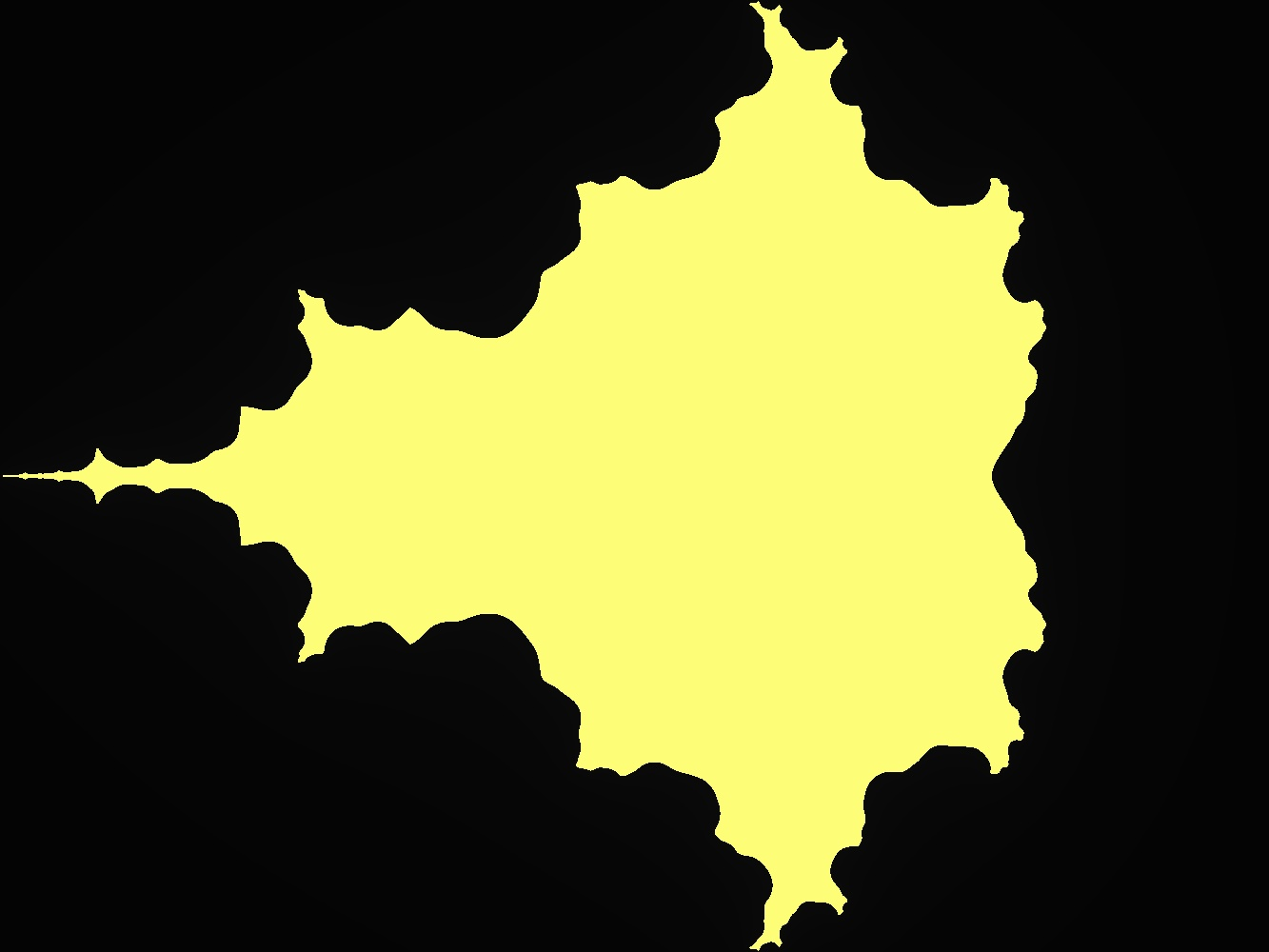
12 iteraciones por píxel
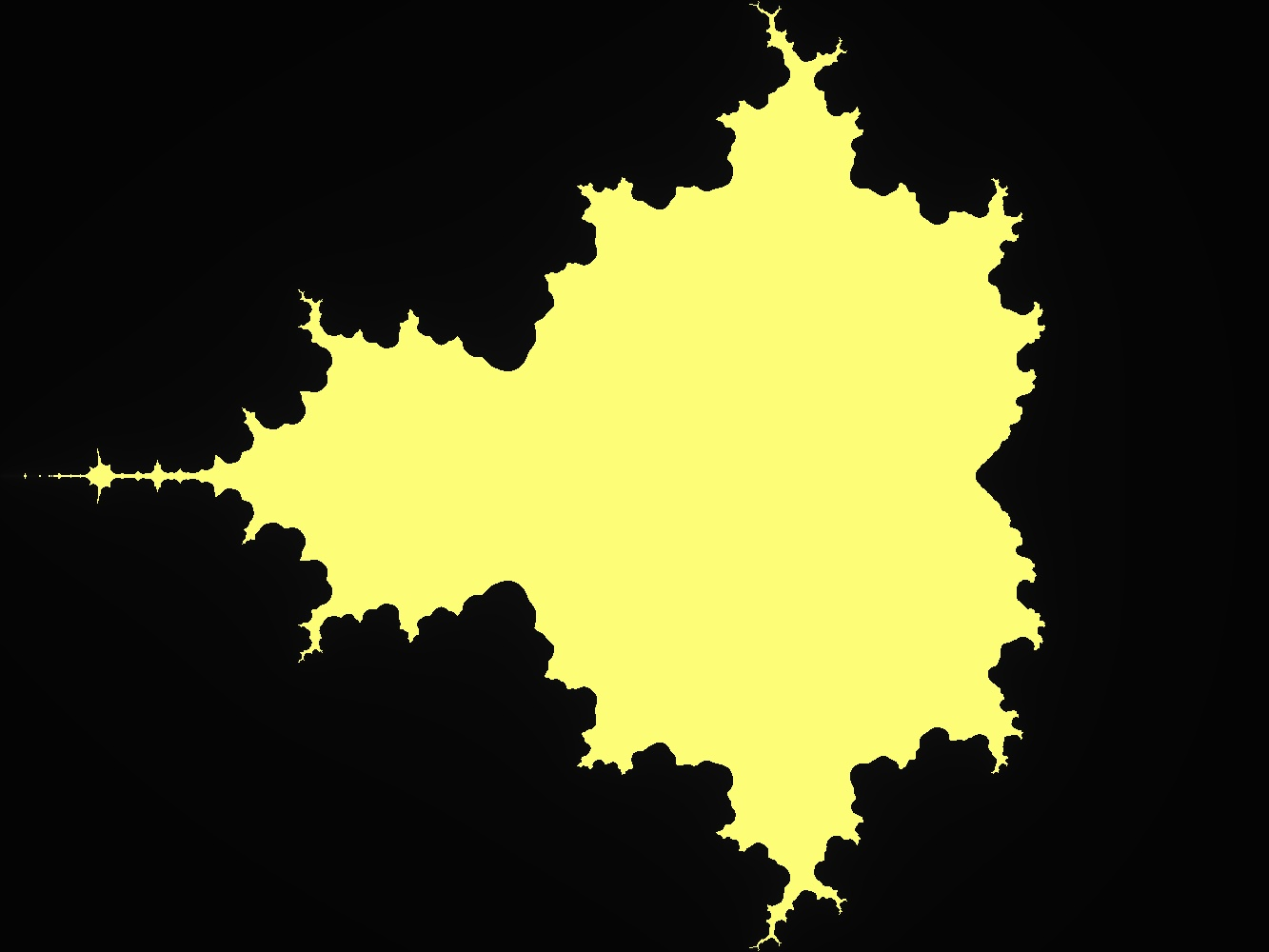
15 iteraciones por píxel
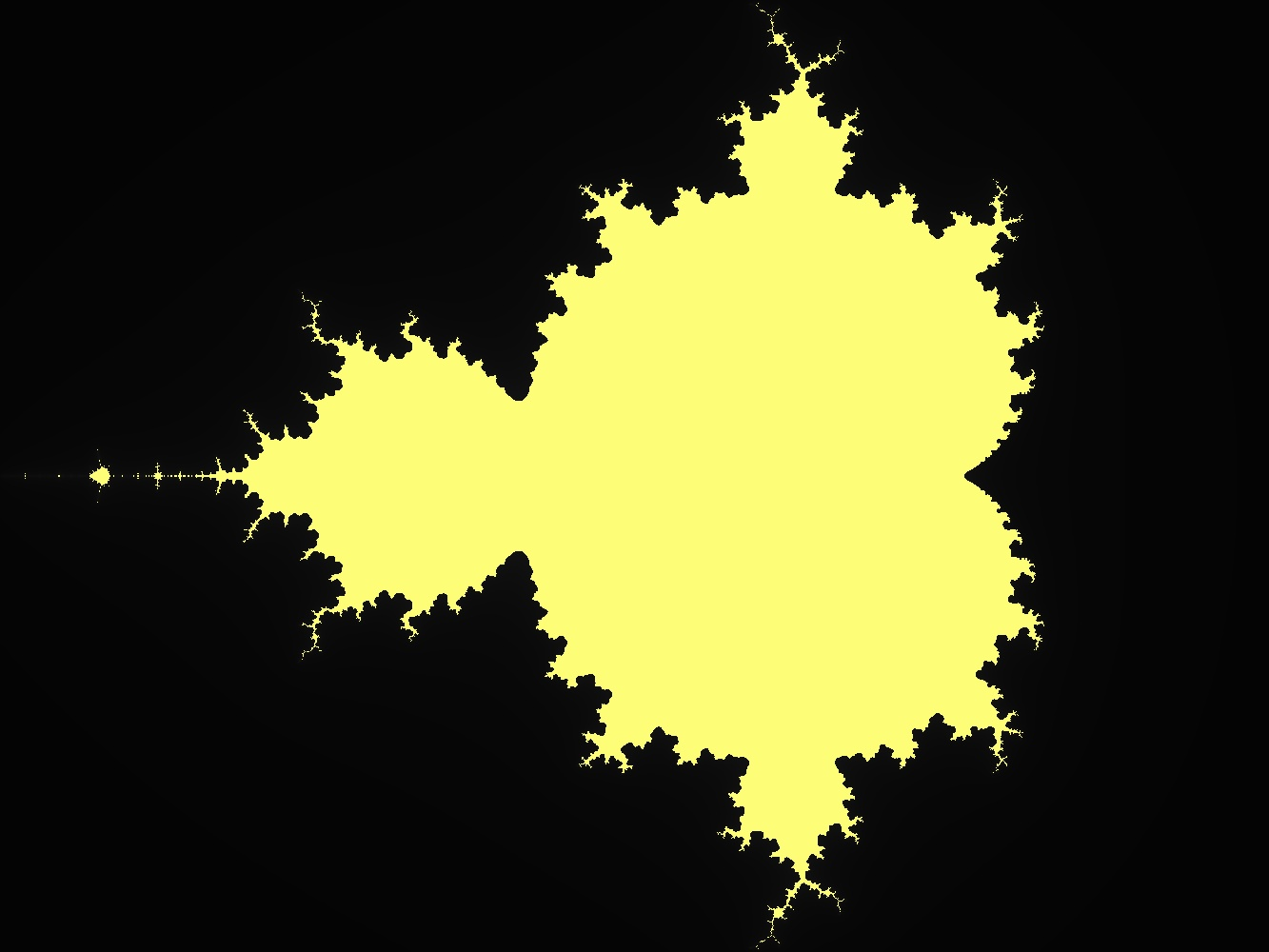
20 iteraciones por píxel
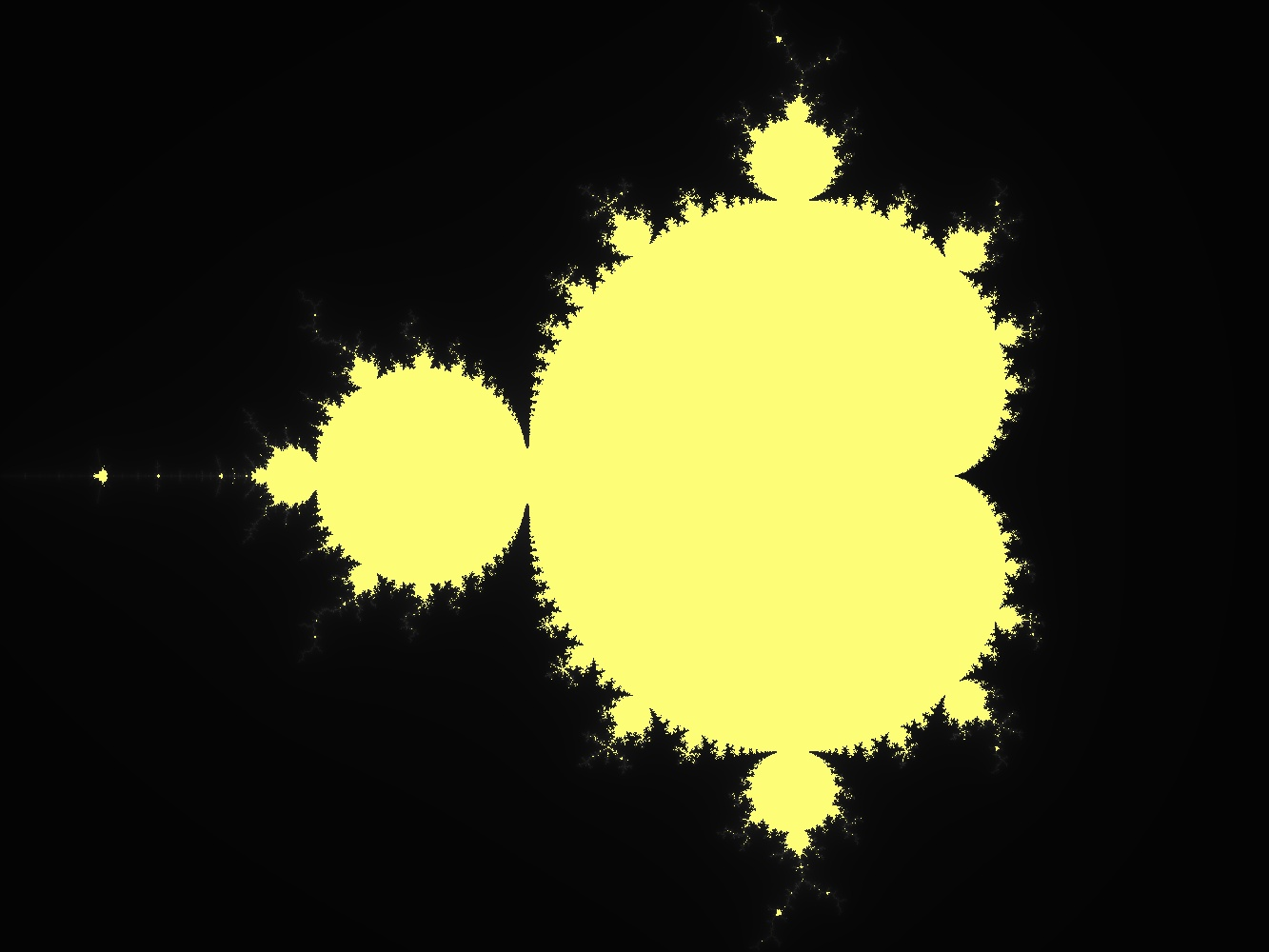
50 iteraciones por píxel
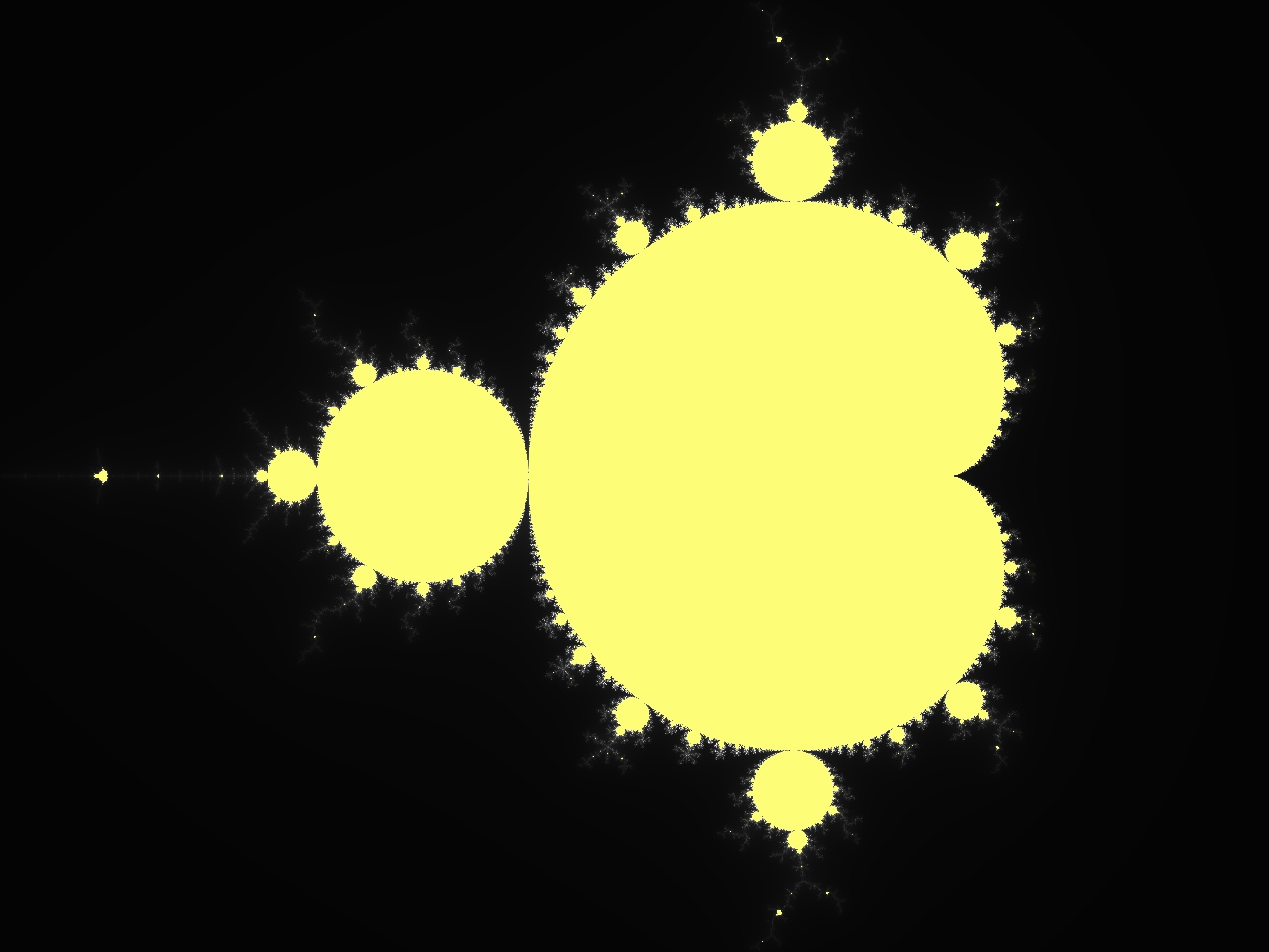
500 iteraciones por píxel

## Propiedades

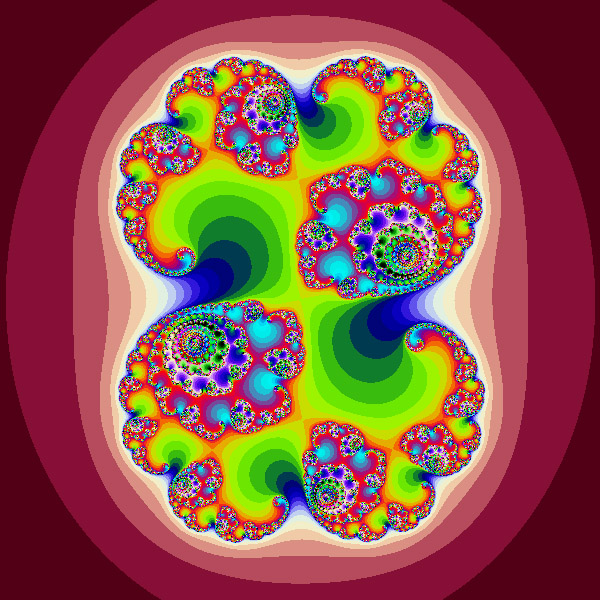
Julia set (C = 0.285, 0.01)

### Propiedades topológicas
El conjunto de Mandelbrot es compacto, conexo y su complemento también es conexo. Su interior, al igual que cualquier interior de un subconjunto de {\displaystyle \mathbb {C} } no vacío, resulta ser de la cardinalidad de {\displaystyle \mathbb {R} }, esto es una consecuencia directa de que la topología usual en {\displaystyle \mathbb {C} } tiene una base de abiertos de cardinalidad no numerable = {\displaystyle 2^{\aleph _{0}}}.
Su frontera tiene dimensión topológica 1 pero dimensión de Hausdorff 2, la máxima posible al ser subconjunto del plano.